# Medardo Joseph Mazombwe
Medardo Joseph Mazombwe (Chundamira, 24 de setembro de 1931 — Lusaka, 29 de agosto de 2013) foi um cardeal zambiano,  arcebispo emérito de Lusaka.
Foi bispo de Chipata, entre 1970 e 1996, quando foi elevado a arcebispo de Lusaka, exercendo a prelazia entre 1996 e 2006, quando resignou-se. Foi criado cardeal no Consistório Ordinário Público de 2010 pelo Papa Bento XVI, com o título de cardeal-padre de S. Emerenziana a Tor Fiorenza.